# 労働安全衛生
労働安全衛生（ろうどうあんぜんえいせい、occupational safety and health）とは、就業環境における安全、保健、豊かさを守ることを目的とする分野である。労働安全衛生プログラムの目的の一つには、安全性を改良し就労環境を健全にすることにある。

安全衛生旗

労働安全衛生は、倫理的、法的、経営的にも重要である。すべての組織は従業員および関係者に対して、常時安全性を確保する義務を負っている。

## 労働災害

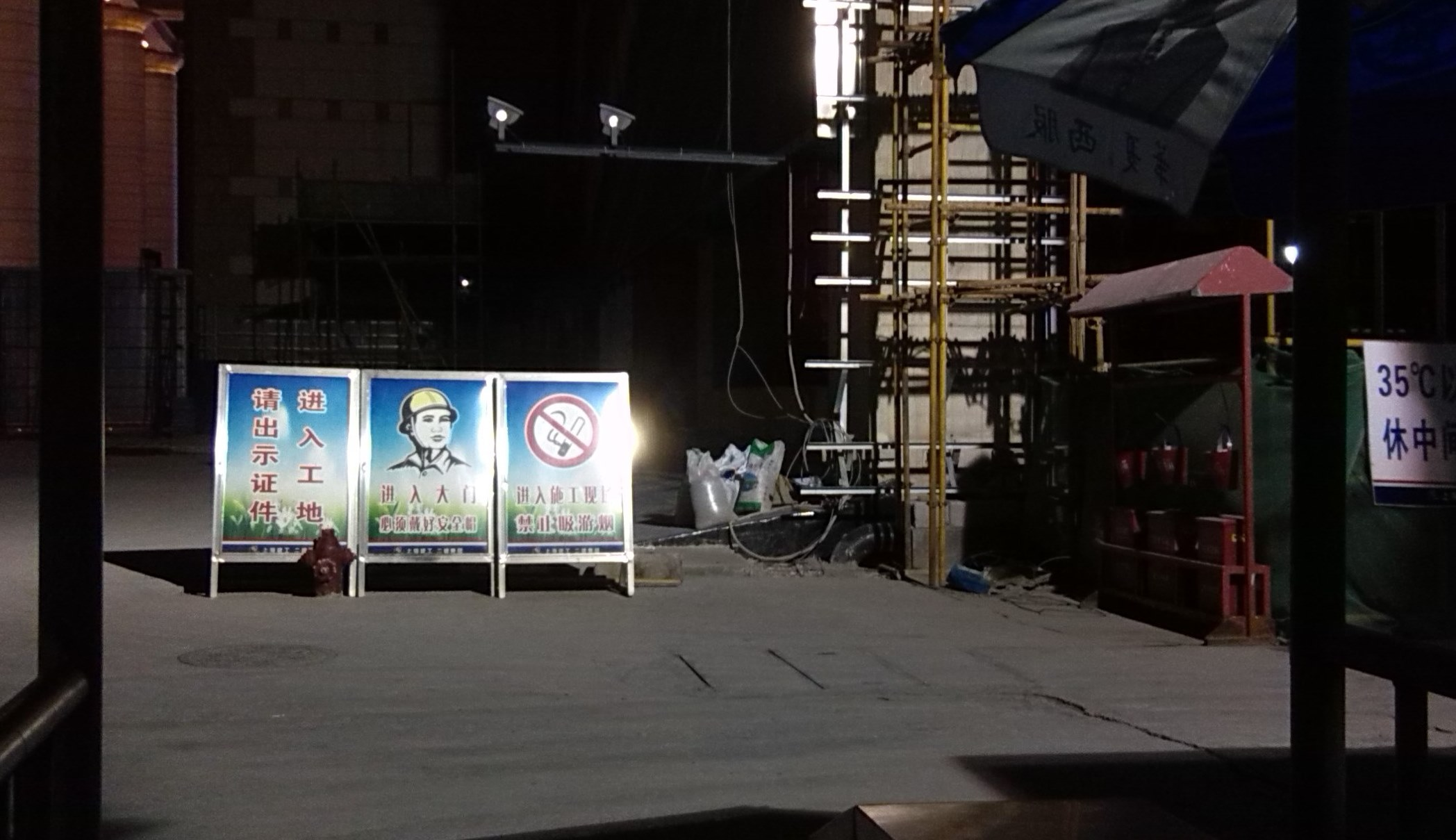
建設現場入口にて労働安全を呼びかける看板（中国）

### 生物・化学的な災害

#### バイオハザード
- バクテリア
- ウイルス
- 菌類
- 血液媒介病原体
- 結核

### 心理社会的な災害
多くの経済協力開発機構（OECD）各国においては、雇用主は雇用者の身体的健康を守るだけでなく、精神的健康をも考慮する義務がある。事業リスク管理のひとつとして、心理的・精神的な災害（リスクファクター）も考慮・管理される必要が出ている。
職業性ストレスや職場の暴力などの問題は、精神的リスクと関連性があり、世界的に労働安全衛生の課題であると認識されている。
欧州労働安全衛生機関（EU-OSHA）の調査による、最も重大な精神的リスクには以下が挙げられる。
- 労働契約の不安定性
- グローバル化による労働者の不安定化
- 新型の労働契約
- 仕事への不安感
- 労働力の高齢化
- 長時間労働
- 労働の重圧化
- リーン生産とアウトソーシング
- 感情労働の高度化
- ワークライフバランスの劣化[3]

## 産業別

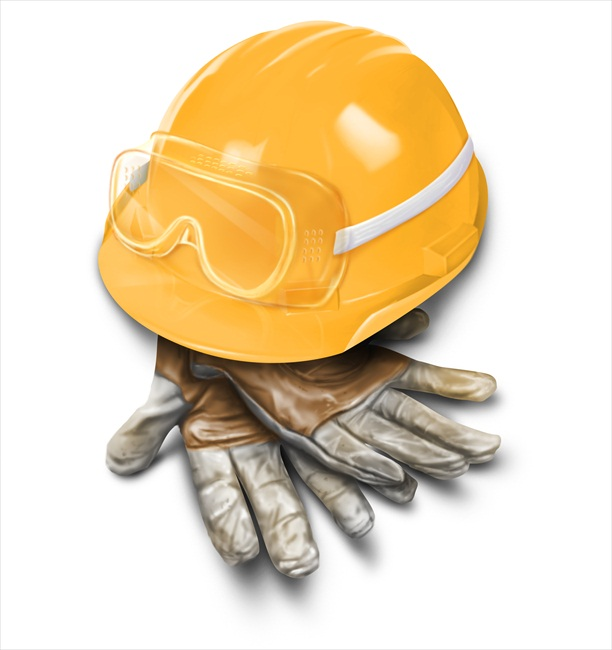
皮手袋、安全メガネ、ヘルメットは建設現場の安全管理において重要である

### 医療・福祉
医療従事者の現場では、健康に害をもたらす環境が数多く存在し（バイオハザード）、彼らは長時間労働・シフト制・肉体労働・暴力・感染症や危険な化学薬品などによる疾病リスクに晒されている。
米国労働省の統計によれば、2011年には米国の病院において253,700件の労働災害が確認されており、これはフルタイムワーカー100人あたり6.8件に相当する。病院セクターにおける労災の発生率は、これまで伝統的にリスクが高いとされていた建築業や製造業よりも高率であった。
米国のOccupational Health Safety Network (OHSN)は、米国国立労働安全機構（National Institute for Occupational Safety and Health, NIOSH）によって設立された、医療従事者における健康・安全リスクにおけるセキュアなオンライン監査システムである。OHSNはこれらのデータを元にし、医療従事者における労災リスクの研究を行っている。病院およびその他の医療機関は、OHSNへ労災データをアップロードすることが可能であり、集められたデータは機密情報として扱われ、どの施設か分からないよう調整したうえで分析データとして用いられる。
NIOSHとOHSNは共同で労災をタイムリーに分析し、対策立案および問題介入を行っている。現在のOHSNでは、最もリスクの高くかつ予防可能であり、かつ医療従事者に肉体的障害をもたらす3つの外傷に注力しており、それは患者取扱中の肉体的外傷、滑走・転倒・転落、そして職場の暴力である。OHSNへのデータ登録は、すべての医療機関に対して開かれている。

## 各国の規制

### EU
ノルウェーにおいては、労働安全衛生管理者（Occupational Health and Safety Practitioner）の責務は以下が挙げられる。
- 労働環境のシステマティックな評価
- 職場における疾病削減・予防指針についての承認
- 従業員の保健状態に関する情報提供
- 労働衛生、エルゴミクス、職場環境における危険リスクなどに関する情報提供

オランダにおいては、安全衛生管理者に求められる責務には以下がある。
- 非営利な健康診断
- 従業員向けの、労働環境に関するカウンセリングルーム
- 健康アセスメント（業務関係で必要ならば）

### 日本
- 常勤者に対しての労働安全衛生法による健康診断義務。
- 特定の業種にて、常時50人以上の雇用する事業所は、安全管理者および衛生管理者を選定しなければならない（労働安全衛生法11,12条）。